# Cristian Gasperoni
Cristian Gasperoni (Lugo di Romagna, 15 ottobre 1970) è un ex ciclista su strada italiano.
Professionista dal 1996 al 2007, vinse una tappa al Tour de Suisse nel 1996.

## Palmarès
- 1995 (Dilettanti, due vittorie)

Gran Premio Montanino
8ª tappa Giro Ciclistico d'Italia (? > Negrar)
- 1996 (Scrigno, una vittoria)

3ª tappa Tour de Suisse (Bienne > Bussigny-près-Lausanne)
- 1998 (Amore&Vita, tre vittorie)

Grand Prix Winterthur
2ª tappa Tour de l'Ain
Classifica generale Tour de l'Ain
- 1999 (Cantina Tollo, tre vittorie)

1ª tappa Giro d'Abruzzo
Classifica generale Giro d'Abruzzo
7ª tappa Vuelta a la Argentina (Mina Clavero > Merlo)

## Piazzamenti

### Grandi Giri
- Giro d'Italia

1996: 60º
1997: ritirato (alla 19ª tappa)
1999: 35º
2000: 83º
2002: 131
2003: 45º
2004: ritirato (alla 2ª tappa)

### Classiche monumento
- Milano-Sanremo

1996: 73º
2001: 32º
2002: 154º
2006: 90º
- Giro di Lombardia

2001: 19º